# District de Šentvid
Le district de Šentvid est l’un des 17 districts de la municipalité de Ljubljana.